# Polyrhachis frauenfeldi
Polyrhachis frauenfeldi é uma espécie de formiga do gênero Polyrhachis, pertencente à subfamília Formicinae.